# Haemogregarina lobiani
Haemogregarina lobiani is een soort in de taxonomische indeling van de Myzozoa, een stam van microscopische parasitaire dieren. Het organisme komt uit het geslacht Haemogregarina en behoort tot de familie Haemogregarinidae. Haemogregarina lobiani werd in 1985 ontdekt door Levine.